# Brustiarius nox
Brustiarius nox är en fiskart som först beskrevs av Herre, 1935.  Brustiarius nox ingår i släktet Brustiarius och familjen Ariidae. Inga underarter finns listade.